# Luis de Onís

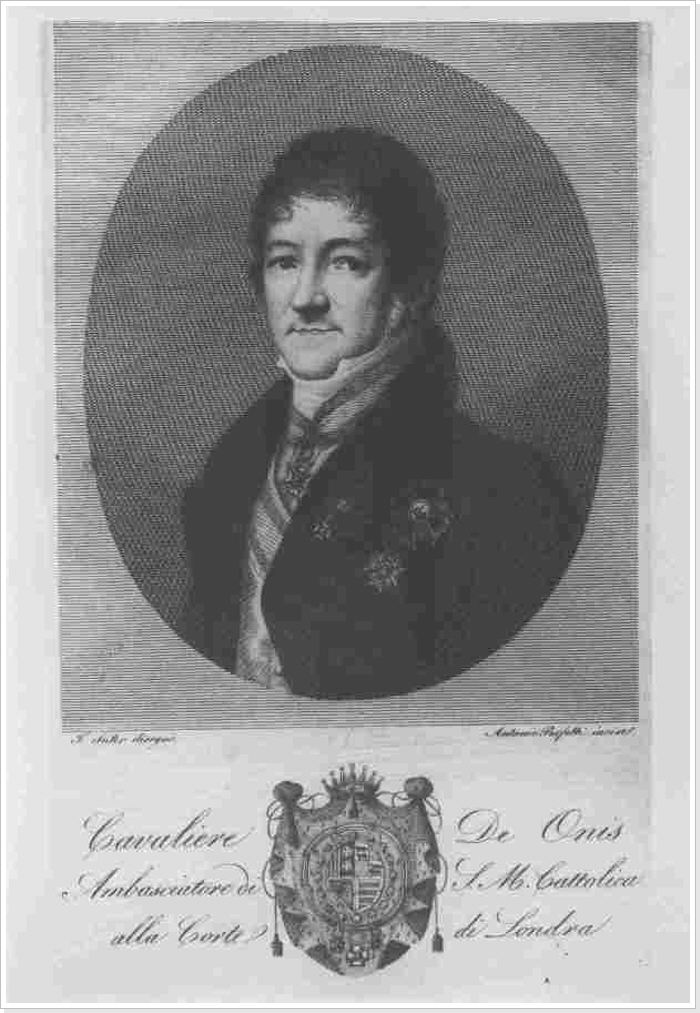
Luis de Onís

Luis de Onís González y Vara (* 1762 in Cantalapiedra, Provinz Salamanca, Spanien; † 1827 in Madrid, Spanien) war ein spanischer Politiker und Diplomat. Ferner war er der Verfasser des namhaften Manifesto von Ceballo.

## Leben

### Frühe Jahre
Luis de Onís González y Vara wurde 1762 in Cantalapiedra, Provinz Salamanca, Spanien geboren. Er studierte an der Universität Salamanca und trat in den Botschaftsdienst ein. Er war Mitglied der spanischen Legation in Dresden, wo sein Onkel José als Gesandter tätig war. Er blieb einige Jahre in Dresden und heiratete dort Friederike von Mercklein Grell. Seine Ämter waren die des Botschaftssekretärs und des Beauftragten für den Handel. In dieser Zeit bereiste er die Höfe von Berlin und Wien sowie verschiedene Reiseziele in Mitteleuropa. Im November 1792 wurde er als „Oficial de la Primera Secretaría de Estado“ in die Staatsverwaltung nach Madrid, Spanien versetzt.

### Politisches Wirken
Luis de Onís González y Vara war bis 1809 im spanischen Staatsministerium tätig, als Napoléon Bonaparte erneut auf der Iberischen Halbinsel einfiel. Der oberste Junta von Cádiz ernannte ihn daraufhin zum Gesandten in den Vereinigten Staaten. Der Präsident der USA, James Madison, verweigerte Onís jedoch die Anerkennung mit der Begründung, dass die spanische Krone strittig war. Zu jener Zeit wollte sich die amerikanische Regierung nicht deutlich zugunsten einer der Kriegsparteien aussprechen. Dennoch verblieb Onís im Land, wo er für seine Regierung von großem Dienste war. Er behielt den Kontakt mit Hispanoamerika und übermittelte an die Gouverneure sowie Kommandanten in diesen Ländern Anordnungen. Nach der Rückkehr von Ferdinand VII. 1814 nach Spanien, wurde Onís im Dezember 1815 endlich in Washington, D.C. anerkannt. Daraufhin erneuerte er die früheren Einsprüche gegen die amerikanische Inbesitznahme von Pensacola.
Mobile, ein Teil von Florida, sowie die anliegenden Expeditionen zu den Selbstständigen aus Südamerika in Baltimore und anderen Teilen der Union lieferten nur ausweichende Stellungnahmen und die in der Verfügung enthaltenen weiteren Komplikationen gaben keine Hoffnung für eine Rückgewinnung von Florida. Er tat sein Möglichstes, um einen vorteilhaften Vertrag für die Abtretung der Gebiete an die Vereinigten Staaten zu erzielen, im Austausch der Aufgabe von amerikanischen Ansprüchen gegenüber einer Abfindung und der Fixierung der Grenze zwischen Louisiana und Texas.
Zu jener Zeit verhandelte er mit dem damaligen Außenminister der Vereinigten Staaten und späteren Präsidenten John Quincy Adams den Adams-Onís-Vertrag aus, der am 22. Februar 1819 in Washington, D.C. abgeschlossen wurde. Im Vertrag trat Spanien Florida an die Vereinigten Staaten ab, dafür verzichteten die USA auf Ansprüche bezüglich Texas westlich der neu gefassten Grenze am Sabine River. Außerdem wurde die weitere Grenze Neuspaniens bis einschließlich der Rocky Mountains und westlich zum Pazifischen Ozean festgelegt. Im Gegenzug übernahmen die Vereinigten Staaten alle bestehenden Forderungen die Bewohner des an sie übergehenden Staatsgebietes gegen die Spanische Krone bis zu einer Gesamtsumme von 5 Millionen Dollar.
Nach dem Abschluss des Vertrages kehrte Onís nach Spanien zurück, um die Ratifizierung dieses Vertrages durch seine Regierung voranzutreiben, jedoch wurde dies durch die Machenschaften am Hof bis 1821 verzögert. Unterdessen wurde Onís zum spanischen, generalbevollmächtigten Gesandten (ministro plenipotenciario) im Königreich Neapel-Sizilien und danach in England ernannt, von wo er aus 1823 wieder abberufen wurde, als die uneingeschränkte Macht von König Ferdinand wiederhergestellt war.
Luis de Onís war, trotz seiner Treue zum Monarchen, für seine liberalen Einstellungen bekannt. Einige Historiker schreiben seinem persönlichen Einfluss wie auch seinen politischen Verbindungen zu, dass während seiner Amtszeit im Königreich Neapel-Sizilien die Revolution ausbrach.
Luis de Onís González y Vara verstarb 1827 in Madrid.

### Schriftstellerdasein
Zwischen 1810 und 1812 veröffentlichte Onís unter dem Pseudonym „Versus“ in den Vereinigten Staaten, satirische Briefe, in welchen er die Handlungsweise der US-Regierung zu Spanien angriff. Er schrieb auch die Memorias sobre las negociaciones entre España y los Estados Unidos de America, que causaron el tratado de 1819; conteniendo una estadistica del ultimo pais (Madrid, 1820; English translation, with notes by Tobias Watkins, Baltimore, 1821).